# Царичино
Цари́чино (болг. Царичино) — село в Добрицькій області Болгарії. Входить до складу общини Балчик.

## Населення
За даними перепису населення 2011 року у селі проживали 159 осіб.
Національний склад населення села:
| Національність   | Кількість осіб | Відсоток |
| ---------------- | -------------- | -------- |
| болгари          | 130            | 82,3%    |
| турки            | 9              | 5,7%     |
| цигани           | 0              | 0%       |
| Всього відповіли | 158            |          |

Розподіл населення за віком у 2011 році:
Динаміка населення: